# دیلپریت سینگ
دیلپریت سینگ (انگلیسی: Dilpreet Singh؛ زادهٔ ۱۲ نوامبر ۱۹۹۹) بازیکن هاکی روی چمن اهل هند است.